# Hootie & the Blowfish
Hootie & the Blowfish este o formație rock americană. A fost formată la Universitatea din South Carolina, de către Darius Rucker, Dean Felber, Jim Sonefeld și Mark Bryan, în anul 1989. Cele mai cunoscute melodii ale trupei sunt "Hold My Hand", "Let Her Cry", "Only Wanna Be With You", "Time" și "I Go Blind". În 1996 a câștigat un premiu Grammy pentru "cel mai bun debut". Numele vine de la poreclele a doi colegi de facultate ai solistului Darius Rucker, care însă nu sunt membri ai formației. Darius este des numit eronat "Hootie", iar restul membrilor "Blowfish".

## Membri
- Darius Rucker - voce, chitară, mandolină, chitară dobro, muzicuță
- Mark Bryan - chitară, mandolină, voce, banjo, chitară hawaiiană, pian
- Dean Felber - chitară bas, voce, chitară, pian
- Jim Sonefeld - baterie, chitară bas, chitară, pian, voce

## În concerte
- Peter Holsapple - orgă, mandolină, chitară, voce, chitară hawaiiană
- Gary Greene - baterie, voce, chitară, pian

## Discografie
- 1994 - Cracked Rear View
- 1996 - Fairweather Johnson
- 1998 - Musical Chairs
- 2003 - Hootie & the Blowfish
- 2005 - Looking for Lucky

1. ↑   http://www.rockonthenet.com/grammy/newartist.htm Lipsește sau este vid: |title= (ajutor)